# Grumman E-2 Hawkeye
Grumman E-2 Hawkeye je americký dvoumotorový turbovrtulový námořní palubní hornoplošník včasné výstrahy s charakteristikami CATOBAR, operující především z palub amerických letadlových lodí. Dále operuje z paluby francouzské letadlové lodě Charles de Gaulle, a pozemních základen v Izraeli, Singapuru, Japonsku, Egyptě a několik málo strojů je také v držení Mexika a Tchaj-wanu.

## Historie
V listopadu 1955 vydalo US Navy specifikace nového stroje včasné výstrahy, který by nahradil letouny Grumman E-1 Tracer. Konstruktéři společnosti Grumman připravili návrh s továrním označením G-123. Po předvedení makety a zevrubném posouzení byla tato studie US Navy prohlášena 5. března 1957 za vítěze tendru. V prosinci téhož roku získal výrobce od Pentagonu kontrakt na výrobu tří prototypů. Pro nový typ bylo vyhrazeno označení W2F-1 a bojové jméno Hawkeye.
První zkušební exemplář provedl úvodní let 21. října 1960. Vývoj radaru General Electric AN/APS-96 pro nový typ ještě nebyl dokončen a první prototyp tak posloužil pouze k ověření základních letových vlastností. K pohonu byly vybrány dva turbovrtulové motory Allison T-56-A-8/A8 o výkonu po 3020 kW. Kompletní elektronickou výbavu obdržel až druhý vyrobený Hawkeye, který byl zalétán 19. dubna 1961. V dubnu 1962 změnilo americké námořnictvo systém označování svých letadel a z Hawkeye se tak stal typ E-2A. Po vojskových testech, které v prosinci 1962 probíhaly také na letadlové lodi USS Enterprisse, přijal Grumman od US Navy objednávku na 59 kusů E-2A včetně dvou prototypů a navíc dva cvičné stroje TE-2A. Jejich produkce skončila na jaře 1967.
Během roku 1968 byl zahájen vývoj modernizované verze E-2B, která byla vybavena novým počítačem Litton L-304 a výkonnějším radarem General Electric AN/APS-120. Zálet prvního prototypu proběhl na továrním letišti firmy Grumman v St. Augustine 20. února 1969. Na novou variantu bylo modifikováno 49 strojů E-2A, které US Navy odebíralo v letech 1970 až 1971 společně se čtyřmi omlazenými letouny TE-2A.
Souběžně s vývojem E-2B byla připravována podstatně vylepšená verze E-2C (Charlie Basic) se silnějšími pohonnými jednotkami T-56-A-422 o vzletovém výkonu po 3660 kW. Dokonalejší radar AN/APS-120 byl v roce 1976 nahrazen zařízením AN/APS-125. Dva prototypy E-2C vznikly úpravou starších E-2A, z nichž první byl zalétán 20. ledna 1971. Počátkem 80. let 20. století byly do E-2C (Group 0) zabudovány zlepšené radary AN/APS-138, které byly během téhož desetiletí nahrazeny výkonnějšími AN/APS-139 (Group I). Původní motory byly nahrazeny úspornějšími T-56-A-427 o výkonu po 3800 kW. Další modernizace se uskutečnila na začátku 90. let instalací víceúčelového pulzního Dopplerovského radaru Lockheed Martin AN/APS-145 ARPS. Pracoviště operátora radaru a dvou důstojníků pro vyhodnocování bojové situace bylo inovováno výměnou zastaralých katodových obrazovek za barevné grafické displeje. Touto konverzí prošlo 12 letounů E-2C (Group II), který přišly do služby roku 1992. V polovině 90. let vznikla ještě verze E-2C (Group II+) s vylepšeným navigačním systémem AN/ASN-92 CAINS II s GPS, modernějšími počítači a novým samočinným systémem letového řízení.

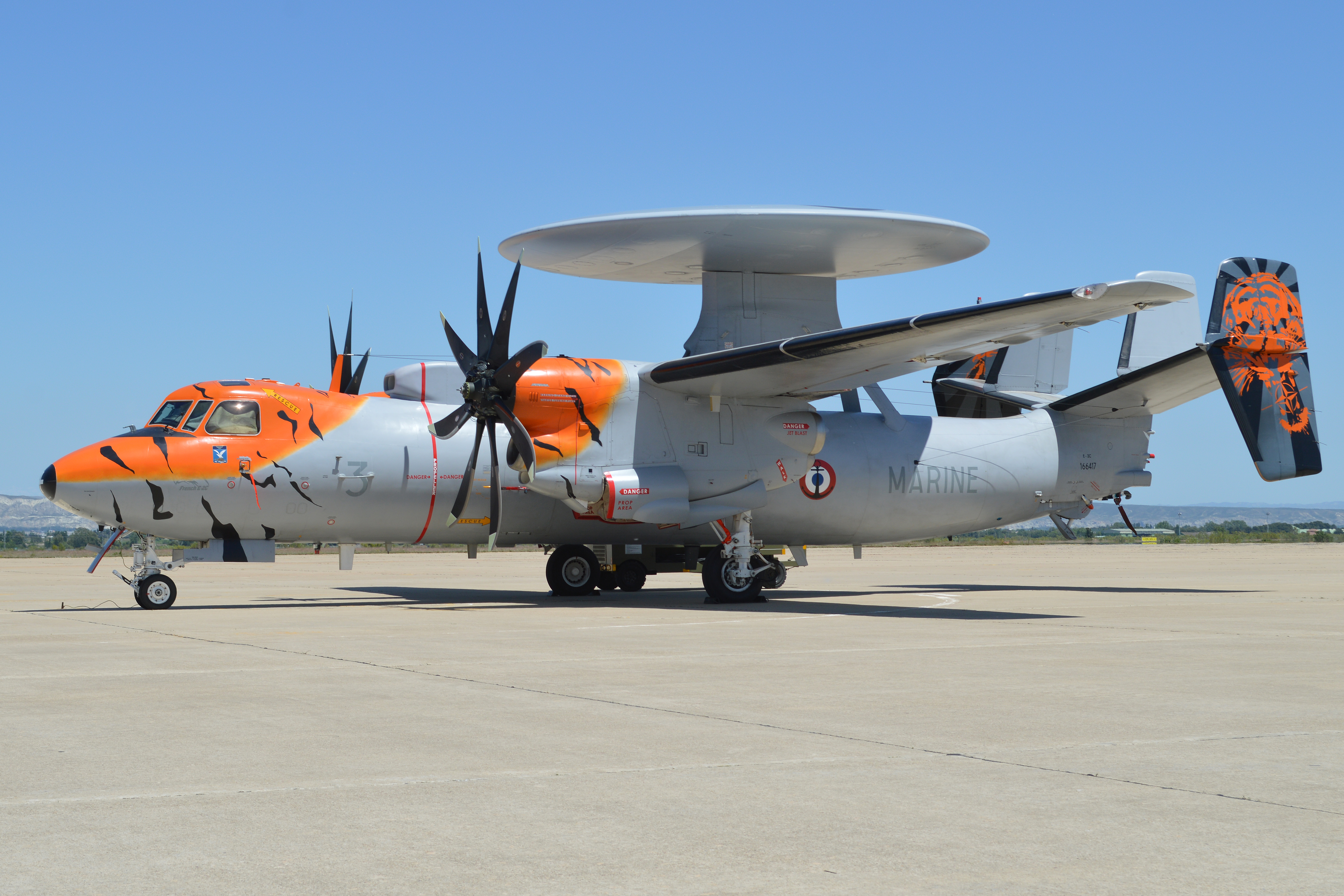
Grumman E-2C Hawkeye 2000 4 Flotile Aéronavale během NATO Tiger Meet 2016

Koncem 90. let zahájil letecký výrobce Grumman, který se v roce 1994 spojil s korporací Northrop, na popud US Navy vývoj sofistikovanější varianty E-2C Hawkeye 2000, za jejíž základ posloužila varianta Group II+. Původní čtyřlisté vrtule Hamilton Sunstrand 54460 byly nahrazeny kompozitovými osmilistými typu NP2000 s číslicovým řízením. První ze 24 objednaných letounů, z nichž některé vznikly přestavbou starší verze, převzalo americké námořnictvo během října 2001.
V prosinci 2001 získal Northrop Grumman finance na předběžný vývoj a ověřovací zkoušky šesté generace Hawkeye s označením E-2D Advanced Hawkeye s přepracovanou elektronickou výbavou. Přímou vývojovou fázi odstartoval v červenci 2003 kontrakt v hodnotě 2 mld. USD na 75 strojů. Letoun nese nový hybridní radar AN/APY-9 vyvinutý společnostmi Lockheed Martin, Northrop Grumman a Raytheon. Advanced Hawkeye pohání dvojice motorů T56-A-427 s vrtulemi NP2000. Novinkou je i skleněný kokpit. Prototyp zalétali 3. srpna 2007 piloti Tom Boutin a por. US Navy Drew Ballinger s operátorem systémů Zyadem Hajoem.
Do ledna 2022 americké námořnictvo odebralo prvních 51 letounů E-2D.

## Nasazení

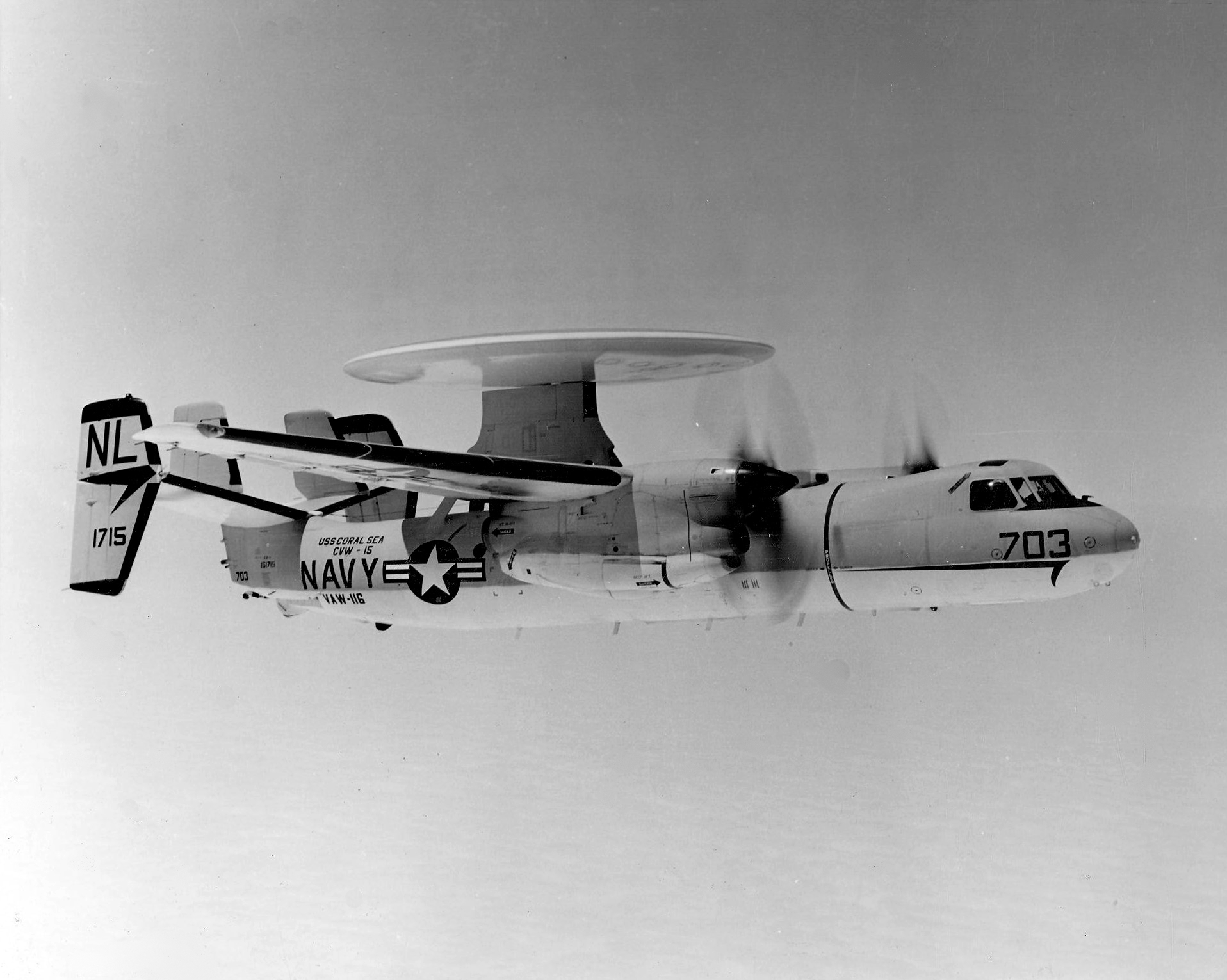
E-2A Hawkeye jednotky VAW-116 US Navy, 1967

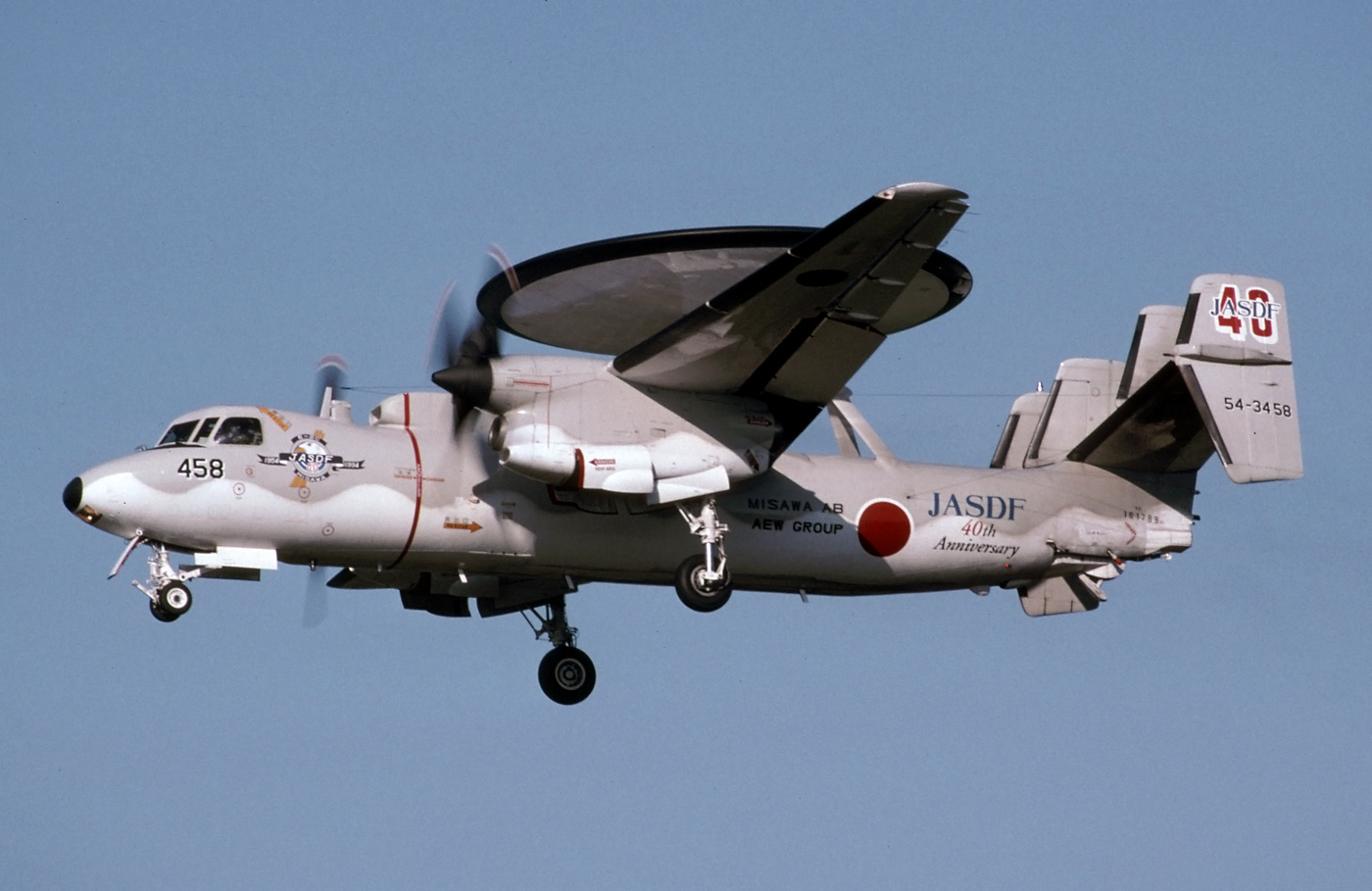
E-2C ze stavu JASDF

První sériové letouny E-2A obdržela letka VAW-11 Airborne Early Warning Squadron 19. ledna 1964 operující z mateřského nosiče USS Kitty Hawk. Od té doby působí jako letová kontrola a včasná výstraha na letadlových lodí US Navy. Od října 1965 do července 1966 byla jednotka VAW-11 nasazena ve vietnamské válce, následně se do Tonkinského zálivu přesunuly další letky se stroji Hawkeye. Šlo například o VAW-113 z nosiče USS Constellation, která v této oblasti sloužila v letech 1967 až 1975.
Stroje E-2C z úvodní série vstoupily do služby v listopadu 1973, kdy je na základně NAS Norfolk převzala letka VAW-123. Do roku 1988 US Navy zařadila do stavu 55 letounů této verze.
Prvním zahraničním uživatelem se stal Izrael, který převzal čtyři E-2C (Group 0). Ve stavu Chel ha-Avir byly v letech 1978 až 1994, poté byly dlouhodobě uskladněny. O tři z nich projevilo v roce 2002 zájem Mexiko, které v lednu 2004 převzalo.
Druhým zahraničním uživatelem se staly japonské síly sebeobrany, které v letech 1982, 1984 a 1993 až 1994 postupně zařadily do stavu 601. Hikotaj se základnou Misawa celkem 13 E-2C (Group 0).
Egypt převzal v letech 1987 až 1988 a 1993 šest E-2C (Group 0), které působily v rámci 87. letky ze základny Káhira-západ. Další čtyři letouny shodné verze byly dodány během roku 1987 do Singapuru, kde je převzala 111. squadrona. V průběhu roku 1995 zařadila do svého stavu 78. letka tchajwanského letectva, dislokovaná na základně Pintung, čtyři stroje E-2T a dvojici Hawkeye 2000 (E-2K).
První ze tří objednaných E-2C (Group II) převzalo námořní letectvo Francie v prosinci 1998. Zařazeny byly ke 4. Flotille v Lan-Bihoué.
Po 30 letech verze E-2C nastupuje vylepšená E-2C 2000 Hawkeye. E-2C Hawkeye je jediným provozovaným palubním letounem včasné výstrahy s pevnými křídly. Z letadlových lodí je schopný vzlétat pouze za pomoci katapultů.

## Verze
- E-2A - 1. verze
- E-2B - 2. verze
- E-2C - 3. verze, dodnes používaná
  - E-2C 2000 Hawkeye - nejnovější verze většina uživatelů upravila své stroje na tuto verzi
- C-2 Greyhoud - nákladní obměna „Hawkeye“ také používaná na letadlových lodích

## Uživatelé
Egypt

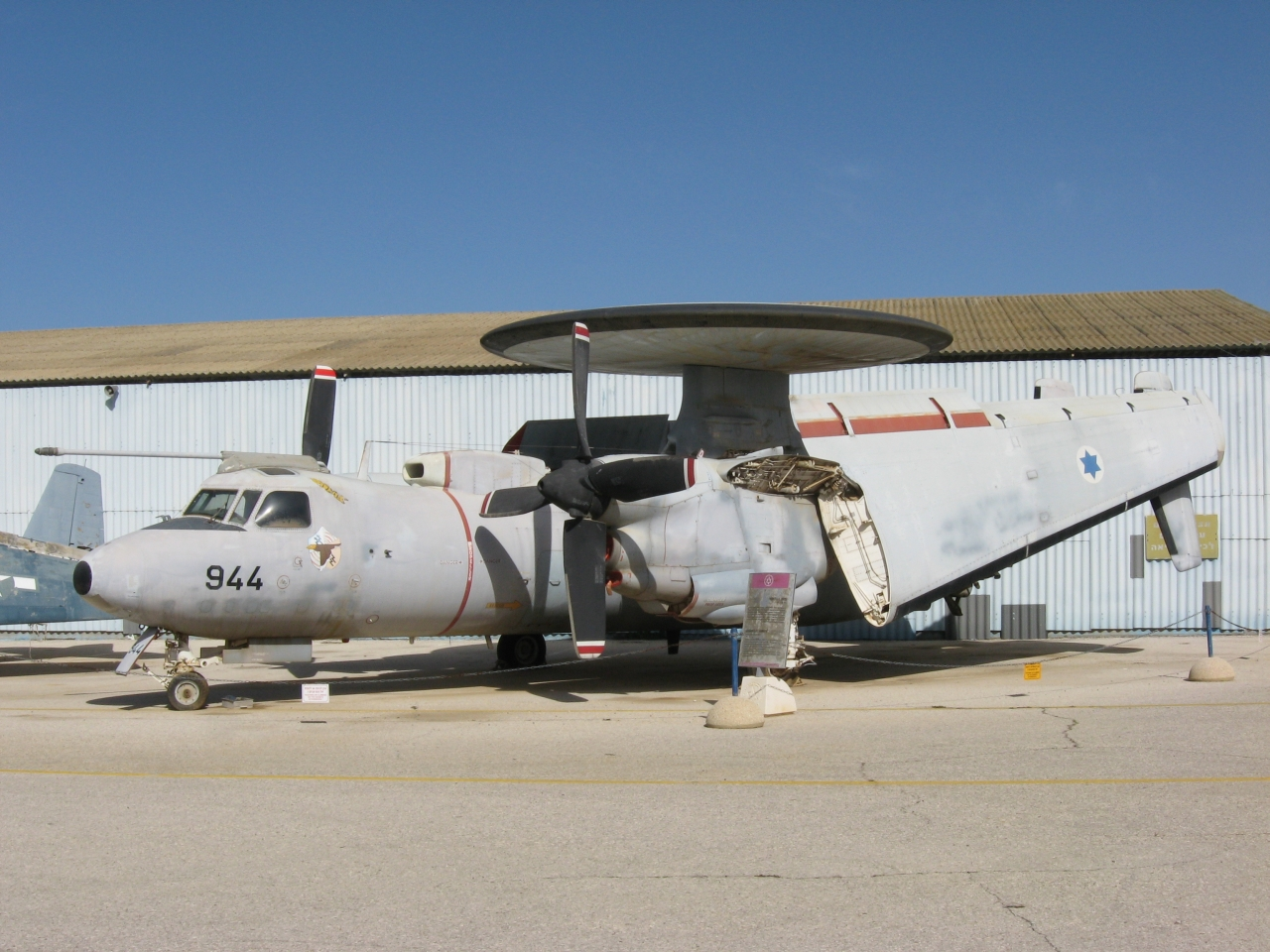
Grumman E-2 Hawkeye, Chejl ha-avir

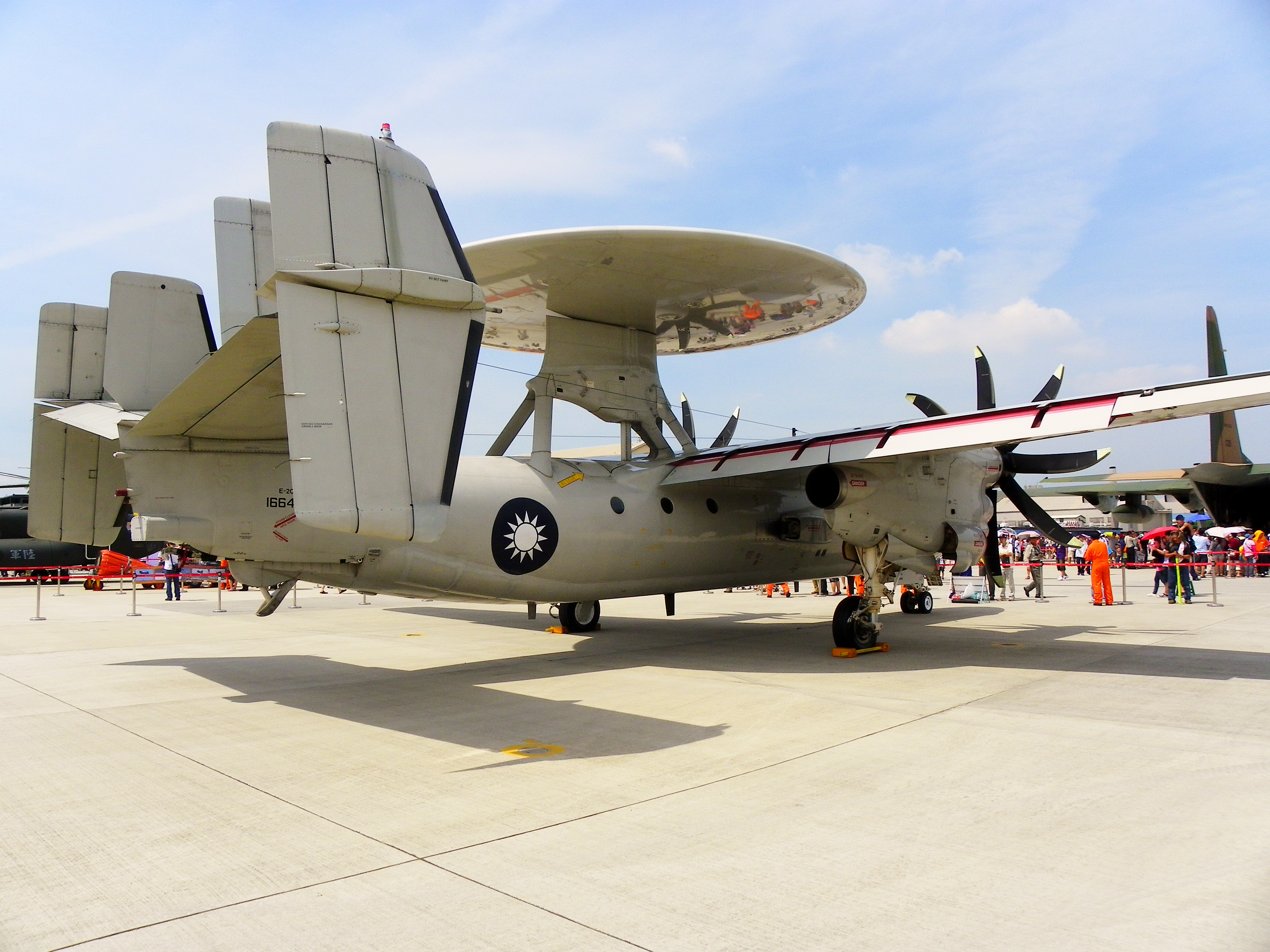
Hawkeye ze stavu ROCAF

- Egyptské vojenské letectvo má šest E-2, které byly na konci roku 2008 upraveny na standard E-2 Hawkeye 2000.

 Francie
- Francouzské námořnictvo
  - Francouzské námořní letectvo – Roku 1998 zařazeny tři E-2C Hawkeye 2000. Kromě USA je pouze Francie provozuje z letadlových lodí. Jako jejich náhrada objednány tři E-2D Hawkeye.[4]

 Izrael
- Izraelské vojenské letectvo se v roce 1978 stalo prvním zahraničním operátorem letounů. Do válečného nasazení se dostaly v roce 1982 během první libanonské války, kdy napomohly naprostému izraelskému vítězství ve vzdušných soubojích se syrským letectvem (sestřeleno tehdy bylo více než 90 syrských stíhacích letounů). Celkem izraelské letectvo provozovalo čtyři stroje a jako vůbec první uživatel do nich zabudoval zařízení umožňující tankování paliva za letu. Tři ze čtyř letounů byly v roce 2002 po vylepšení novými systémy prodány Mexiku. Zbývající čtvrtý stroj je umístěn v Muzeu izraelského letectva na letecké základně Chacerim. Letouny E-2 Hawkey v izraelském letectvu nahradily stroje IAI EL/W-2085, což je v Izraeli vyrobený letoun včasné výstrahy založený na strojích Gulfstream G550.
  - 192. peruť (Izrael)

 Japonsko
- Japonské vzdušné síly sebeobrany
  - 601 Hikotai JASDF používá 13 letadel E-2C Hawkeye.

 Mexiko
- Mexické námořnictvo má tři E-2C, které byly koupeny od Izraele.

 Singapur
- Singapurské letectvo
  - 111 letka vlastní čtyři E-2C. V současnosti jsou postupně nahrazovány novějšími stroje Gulfstream G550 AEW.[5]

 Čínská republika
- Letectvo Čínské republiky má čtyři E-2T a dva E-2C Hawkeye 2000. Čtyři E-2T byly schváleny k obnovení na konfiguraci Hawkeye 2000.[6][7][8]
  - 2. letka včasné výstrahy ROCAF

 USA
- United States Navy

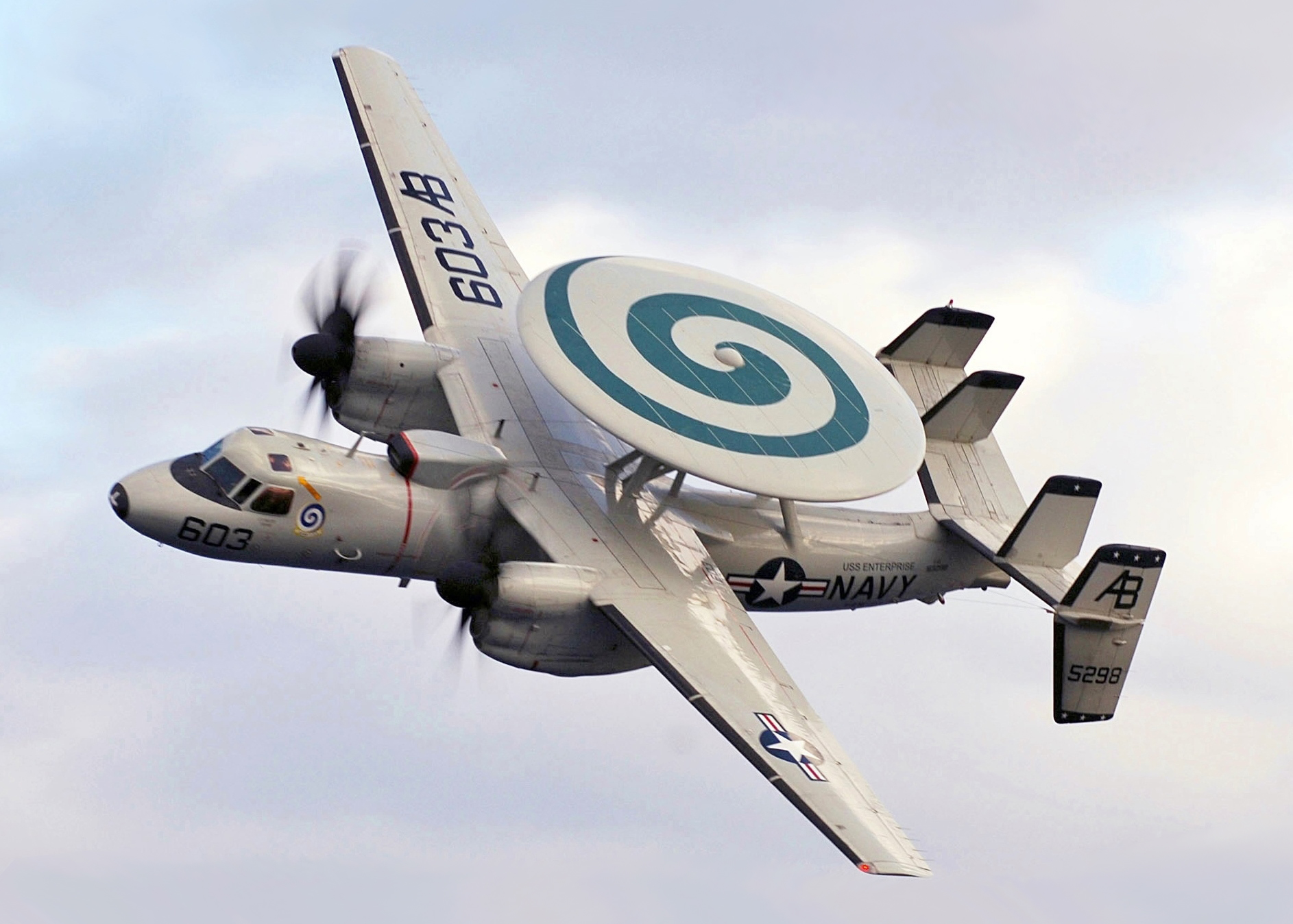
E-2C Hawkeye přiřazený k Screwtops

  - VAW-77 Night Wolves (Letka Navy Reserve Force)
  - VAW-78 Fighting Escargots (Letka Navy Reserve Force; zrušená)
  - VAW-88 Cottonpickers (Letka Navy Reserve Force; zrušená)
  - VAW-110 Firebirds (Letka Fleet Replacement - Pacific Fleet FRS; zrušená)
  - VAW-111 Graybirds (Zrušená)
  - VAW-112 Golden Hawks
  - VAW-113 Black Eagles
  - VAW-114 Hormel Hawgs (Zrušená, duben 1995)
  - VAW-115 Liberty Bells
  - VAW-116 Sun Kings
  - VAW-117 Wallbangers
  - VAW-120 Greyhawks (Letka Fleet Replacement)
  - VAW-121 Bluetails
  - VAW-122 Steeljaws (Zrušená)
  - VAW-123 Screwtops
  - VAW-124 Bear Aces
  - VAW-125 Tigertails

- - VAW-126 Seahawks
  - VAW-127 Seabats (Zrušená)
  - VX-20 Force Aircraft Test
  - VX-1 Pioneers

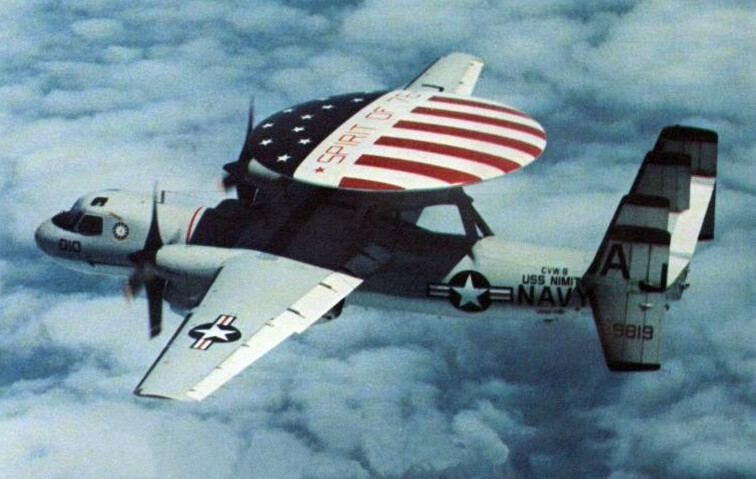
E-2B Hawkeye jednotky VAW-116, 1976

  - Carrier Airborne Early Warning Weapons School (CAEWWS; sloučena do NSAWC)
  - Naval Strike and Air Warfare Center (NSAWC)

- United States Coast Guard
  - CGAW-1[9] (Zrušená)

## Specifikace (E-2C/D)
Data z US Navy Fact File E-2D_Storybook (strana 25)

### Technické údaje
- Posádka: 5 (dva piloti, bojový důstojník informačního centra, důstojník vzdušné kontroly a operátor radaru)
- Délka: 17,60 m
- Rozpětí: 24,56 m
- Výška: 5,58 m
- Nosná plocha: 65 m²
- Hmotnost prázdného letadla: 19 536 kg
- Vzletová hmotnost: 18 090 kg
- Maximální vzletová hmotnost: 26 083 kg
- Pohonná jednotka: 2 × turbovrtulový motor Allison / Rolls-Royce T56-A-427A, každý o výkonu 5100 koní (3800 kW)

### Výkony
- Maximální rychlost: 648 km/h
- Cestovní rychlost: 474 km/h
- Maximální dolet: 2708 km
- Operační dostup: 10 576 m
- Výkon/hmotnost: 0,32 kW/kg